# Нырошур
Нырошур — деревня в Шарканском районе Удмуртской республики.

## География
Находится в восточной части Удмуртии на расстоянии приблизительно 22 км на запад по прямой от районного центра села Шаркан.

## История
Известна с 1764 года как Нырошурский починок. В 1873 году здесь (починок Нырошур) 63 двора, в 1893 (уже деревня) — 76, в 1905 — 88, в 1924 — 73. До 2021 года входила в состав Сосновского сельского поселения.

## Население
Постоянное население составляло 106 человек (1764 год), 585 (1873), 579 (1893, все удмурты), 629 (1905), 426 (1924), 113 человек в 2002 году (удмурты 96 %), 79 в 2012.